# Жирославка (Тверская область)
Жирославка — деревня в Рамешковском районе Тверской области.

## География
Находится в восточной части Тверской области на расстоянии приблизительно 34 км на восток-юго-восток по прямой от районного центра поселка Рамешки на правобережье реки Медведица.

## История
В 1859 году в русской помещичьей деревне Жерославль 32 двора, в 1887 — 46. В советское время работали колхозы «Красная заря» и «Ильич». В 2001 году в деревне 11 домов местных жителей и 12 домов — собственность наследников и дачников. До 2021 входила в сельское поселение Ильгощи Рамешковского района до их упразднения.

## Население
Численность населения: 201 человек (1859 год), 344 (1887), 38 (1989), 23 (русские 100 %) в 2002 году, 21 в 2010.